# الاضبار (إب)

تعديل مصدري - تعديل

الاضبار محلة تابعة لقرية منزل حميد، التابعة لعزلة انامر اعلى بمديرية جبلة إحدى مديريات محافظة إب في الجمهورية اليمنية، بلغ تعداد سكانها 35 حسب تعداد اليمن لعام 2004.